# Малунг-Селен (комуна)
Комуна Малунг-Селен (швед. Malung-Sälens kommun) — адміністративно-територіальна одиниця місцевого самоврядування, що розташована в лені Даларна у центральній Швеції. З північного заходу межує з Норвегією.
Малунг-Селен 23-я за величиною території комуна Швеції. Адміністративний центр комуни — місто Малунг.

## Населення
Населення становить 10 165 чоловік (станом на вересень 2012 року). 
| Кількість населення комуни Малунг-Селен за 1970-2010 роки | Кількість населення комуни Малунг-Селен за 1970-2010 роки | Кількість населення комуни Малунг-Селен за 1970-2010 роки | Кількість населення комуни Малунг-Селен за 1970-2010 роки | Кількість населення комуни Малунг-Селен за 1970-2010 роки |
| --------------------------------------------------------- | --------------------------------------------------------- | --------------------------------------------------------- | --------------------------------------------------------- | --------------------------------------------------------- |
| Рік                                                       |                                                           |                                                           | Населення                                                 |                                                           |
| 1970                                                      | 1970                                                      |                                                           | 12 221                                                    | 12 221                                                    |
| 1975                                                      | 1975                                                      |                                                           | 11 965                                                    | 11 965                                                    |
| 1980                                                      | 1980                                                      |                                                           | 11 971                                                    | 11 971                                                    |
| 1985                                                      | 1985                                                      |                                                           | 11 683                                                    | 11 683                                                    |
| 1990                                                      | 1990                                                      |                                                           | 11 605                                                    | 11 605                                                    |
| 1995                                                      | 1995                                                      |                                                           | 11 366                                                    | 11 366                                                    |
| 2000                                                      | 2000                                                      |                                                           | 10 799                                                    | 10 799                                                    |
| 2005                                                      | 2005                                                      |                                                           | 10 513                                                    | 10 513                                                    |
| 2010                                                      | 2010                                                      |                                                           | 10 356                                                    | 10 356                                                    |
| Джерело: SCB                                              |                                                           |                                                           |                                                           |                                                           |

## Населені пункти
Комуні підпорядковано 7 міських поселень (tätort) та низка сільських, більші з яких:
- Малунг (Malung)
- Малунґсфорс (Malungsfors)
- Селен (Sälen)
- Лімедсфорсен (Limedsforsen)
- Ліма (Lima)
- Транстранд (Transtrand)
- Іттермалунґ (Yttermalung)

## Міста побратими
Комуна підтримує побратимські контакти з такими муніципалітетами:
- Комуна Восс, Норвегія
- Юлівієска, Фінляндія
- Рінге, Данія
- Війратсі, Естонія

## Галерея

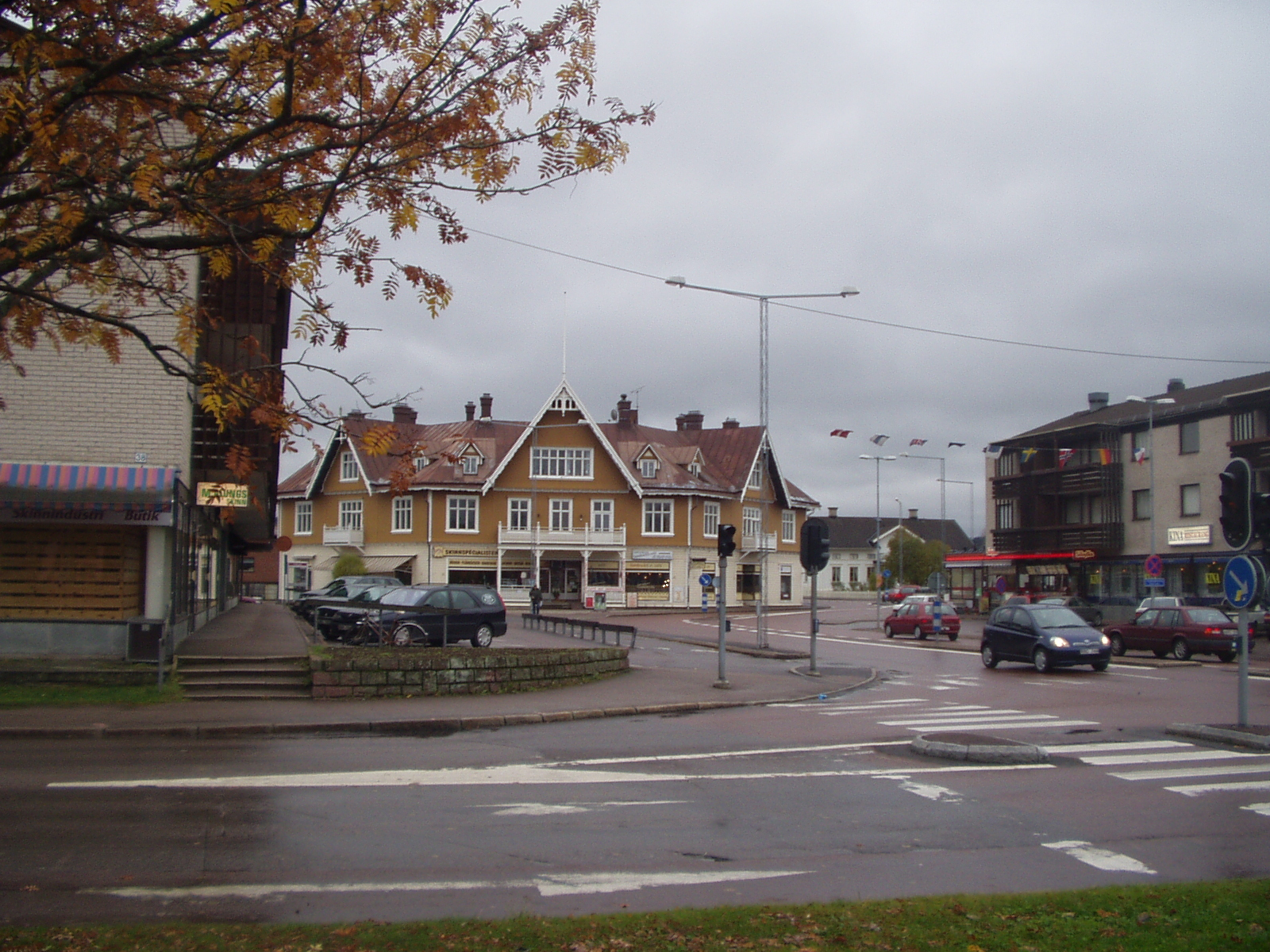
У центрі Малунга
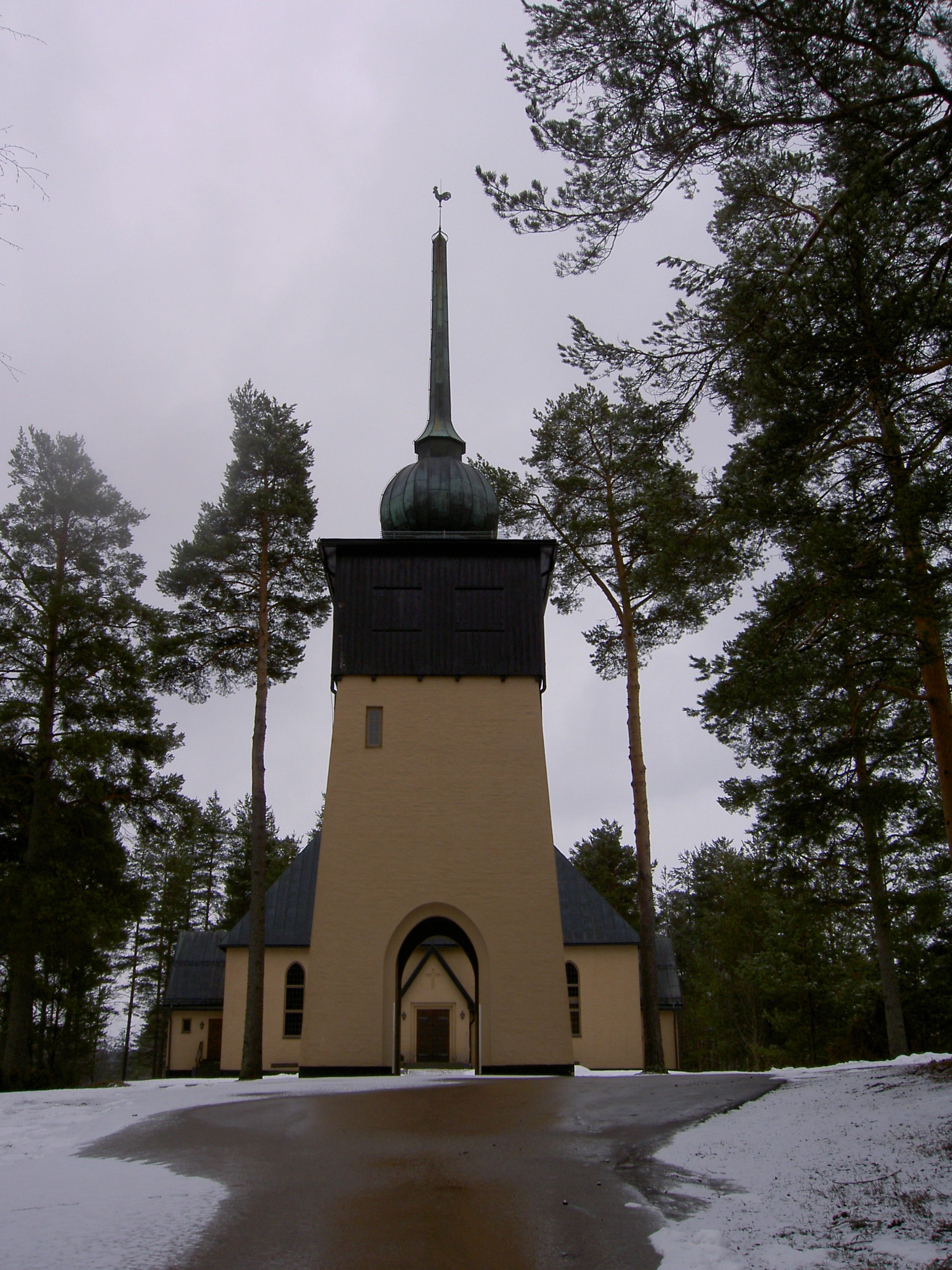
Церква (Форс)
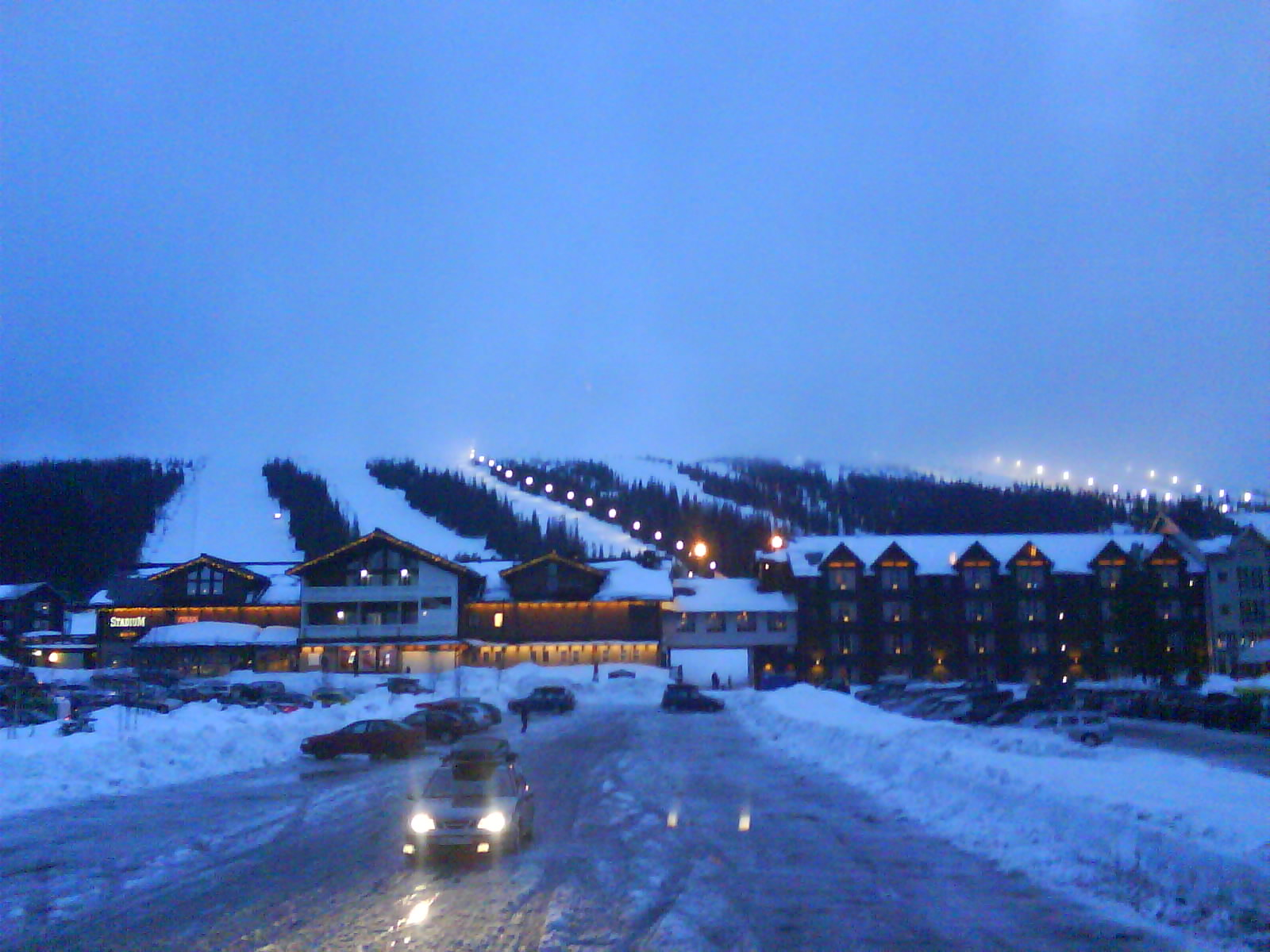
Містечко Селен
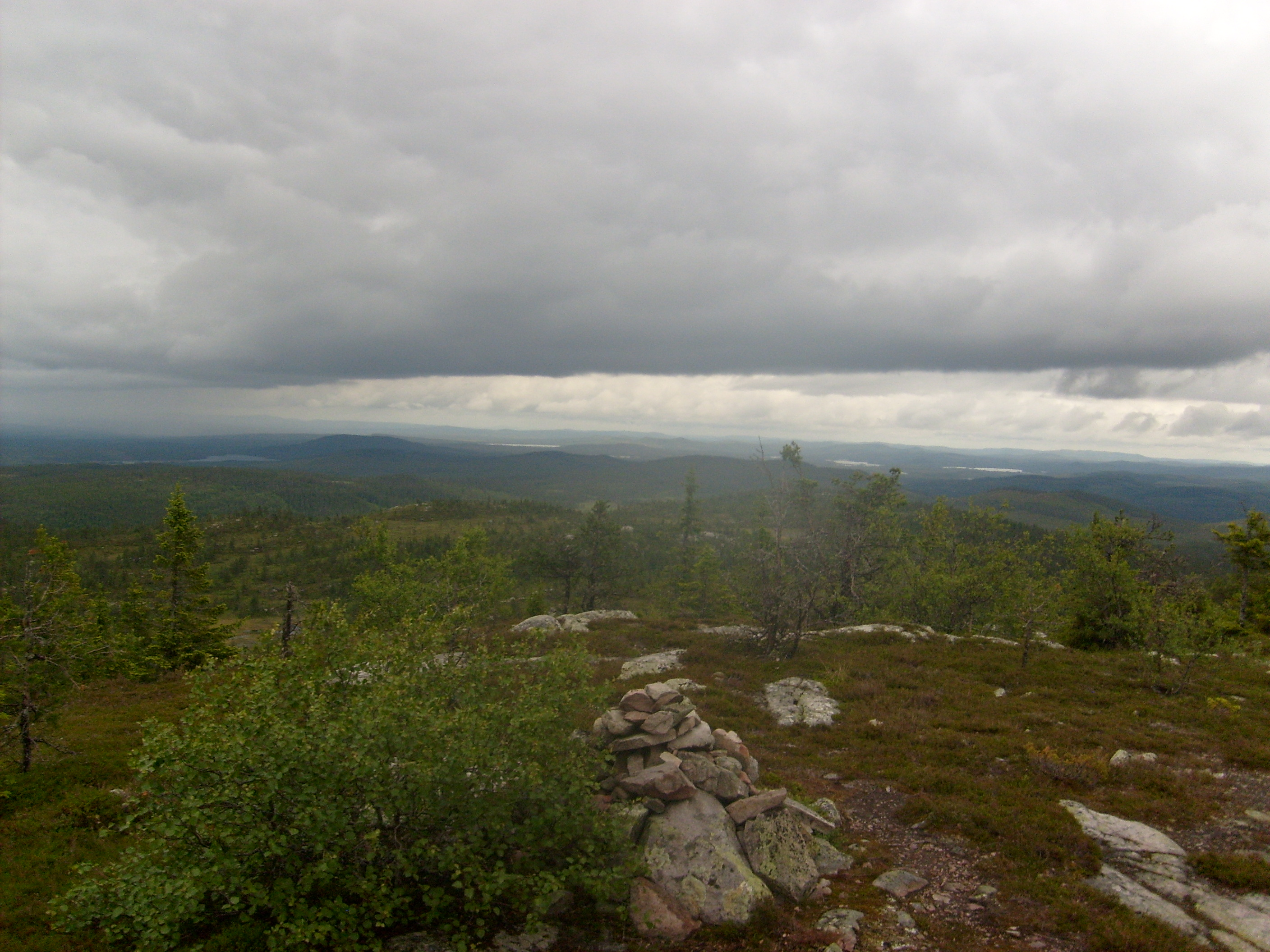
Природний заказник Тандевала

## Виноски
1. ↑  Folkmangd i riket, lan och kommuner (шв.) . Центральне бюро статистики Швеції. Архів оригіналу за 20 серпня 2013. Процитовано 17 лютого 2013.